# سیارک ۲۱۷۹۹
سیارک ۲۱۷۹۹ (به انگلیسی: 21799 Ciociaria، نامگذاری:1999TP) بیست و یک هزار و هفتصد و نود و نهمین سیارک کشف شده‌است که در ۱ اکتبر ۱۹۹۹ کشف شد.
قدر مطلق سیارک برابر ۱۳٫۹۰ است.